# Carranque
Carranque est une commune d'Espagne de la province de Tolède dans la communauté autonome de Castille-La Manche.

## Histoire

### La villa de Carranque
En 1983 un agriculteur espagnol découvre dans le champ qu'il travaille (domaine de Santa Maria de Abajo, sur les rives du Guadarrama, à mi-chemin entre Madrid et Tolède) des fragments de mosaïque, des briques et des tuiles que les archéologues appelés à la rescousse attribueront après fouilles aux vestiges d'une villa romaine avec ses espaces résidentiels, funéraires et agricoles datant du Ier et IIe siècles apr. J.C., à l'époque du Haut-Empire.

Cette découverte constitue l'une des plus importantes de l'archéologie hispano-romaine. Elle est surtout remarquable par la qualité des mosaïques.

## Administration
| Période                                  | Période | Identité | Étiquette | Qualité |
| ---------------------------------------- | ------- | -------- | --------- | ------- |
|                                          |         |          |           |         |
| Les données manquantes sont à compléter. |         |          |           |         |